# 두산중공업 DGT6-300H S1
두산중공업 DGT6-300H S1은 두산중공업이 개발한 발전소용 대형 가스 터빈 엔진이다.

## 역사
2019년 9월 18일, 두산중공업이 창원 본사에서 270㎿급 발전용 대형 가스터빈 'DGT6-300H S1' 초도품 최종 조립 행사를 개최했다. 현재 공정률 95%로 연내 사내 성능시험에 들어갈 예정이다.
경쟁사들이 하나같이 '2차세계대전 때 제트엔진을 개발해 제트기를 만들던 나라가 아니면 가스터빈을 절대 개발할 수 없다'고 말했지만, 최초로 국산화에 성공, 발전용 대형 가스터빈 산업의 불모지였던 한국은 미국, 독일, 일본, 이탈리아에 이은 세계 다섯 번째 독자 모델 보유국이 되었다.
두산중공업이 정부지원금을 포함해 5000억원을 들여 원천기술을 확보한 국산 가스터빈은 아직 외국 제품 대비 효율이 2% 정도 낮다.
부품 4만개가 들어가서, '기계공학의 꽃'이라고 부른다.